# セドリック・オモイギ
オモ・セドリック・オモイギ・オラゲ（Omo Cedric Omoigui Olague、1994年11月11日 - ）は、ナイジェリア・ベニンシティ出身のサッカー選手。プリメーラ・ディビシオンRFEF・ラシン・サンタンデール所属。ポジションはフォワード。

## クラブ経歴
2008年、RCDマジョルカのカンテラに入団すると、2013-14シーズンにBチームデビューを果たした。このシーズン。オモイギはテルセーラに所属していたBチームで得点を量産し、リーグ戦28ゴールを挙げた。
2014年12月11日、この日のセグンダ・ディビシオン、CDヌマンシア戦にて後半から途中出場したことでマジョルカでのトップチームデビューを飾った。しかし、トップチームではゴールでの結果を残せず、翌シーズンはセグンダBのバレンシアBへとレンタル移籍をした。
2018年8月6日、セグンダBに所属していたCFフエンラブラダと1年契約を結んだ。8月26日、サラマンカCF UDSとのリーグ開幕節でデビューし、9月9日のデポルティーボ・ラ・コルーニャB戦で初ゴールを挙げた。
2020年10月2日、ラシン・サンタンデールに移籍し、2年契約を交わした。

## 人物
ナイジェリアのベニンシティで生まれたが、2歳の時にスペインへ移住したため、ナイジェリア国籍に加えてスペイン国籍も保有している。